# Mogens Møller
Pour les articles homonymes, voir Møller.
Mogens Møller (né à Født le 28 novembre 1934 et mort le 16 juin 2021), est un artiste sculpteur danois.

## Biographie
Mogens Møller vit et travaille à Copenhague et participe à diverses expositions collectives, notamment en 1967 au Louisiana Museum de Humlebæk, en 1978 à la Biennale de Venise, en 1991 au centre d'art contemporain de Corbeil-Essonnes et au centre culturel d'Ivry-sur-Seine. Il expose également en solo à Copenhague (1986), à Malmö (1988) et à Randers (1990).
Il dessine le portrait de la reine Marguerite II de Danemark sur la nouvelle pièce de 20 couronnes.

## Récompenses
- Médaille Eckersberg